# 内日
内日（うつい）とは、山口県下関市の内日地区（下関市役所支所設置条例で示された下関市役所内日支所の所管する区域）を指す地域名称。
本項では同地域にかつて所在した豊浦郡内日村（うついむら）についても述べる。

## 地域概要
- 下関中心市街地からは北に約15km、旧下関市の北端にある内陸の地域である。
- 登録人口は1,418人（2009年2月28日現在、下関市役所ホームページによる）で、市内17地区のうち人口が最も少なく、人口密度は豊田地区に次いで小さい。
- 地区面積は29.64km2（2007年10月1日現在、下関市役所ホームページによる）で、旧下関市内で最も面積が大きい。
- 北は菊川地区、西は吉見地区、東は清末地区および小月地区、南は勝山地区と隣接する。
- 地区の大部分を山地林野が占め、盆地に農地が広がる。商店はほとんどない。北を除く三方は山に囲まれており、県道によって他地区との連絡を保っている。
- 域内には、県道34号や県道40号の主要地方道のほか、県道266号が通る。鉄道路線および国道は通っていない。
- 綾羅木川や田部川（木屋川の支流）の水源がある。

## 地名由来
山に囲まれた盆地であることから、「山の内側を日（太陽）が照らす」という意味で内日となったとする説や打火(狼煙)を由来とする説などがある。宇津比とも表記された。なお、大内氏の家臣に日内という一族がこの地に住んでいたという記録がある。

## 歴史
もとは豊浦郡に属する村（内日村）で、1955年（昭和30年）に（旧）下関市へ編入合併した。（（旧）下関市の編入合併としては最後のもの。）

### 自治体としての沿革
- 1889年（明治22年）4月1日 - 町村制の施行により、植田村、内日上村、内日下村が合併して豊浦郡内日村が発足。
- 1955年（昭和30年）
  - 4月10日 - 内日村の一部（大字日新）が豊東村・菊川村と合併して菊川町となる。
  - 11月1日 - 内日村が下関市に編入。同日内日村廃止。

## 主な施設・名所

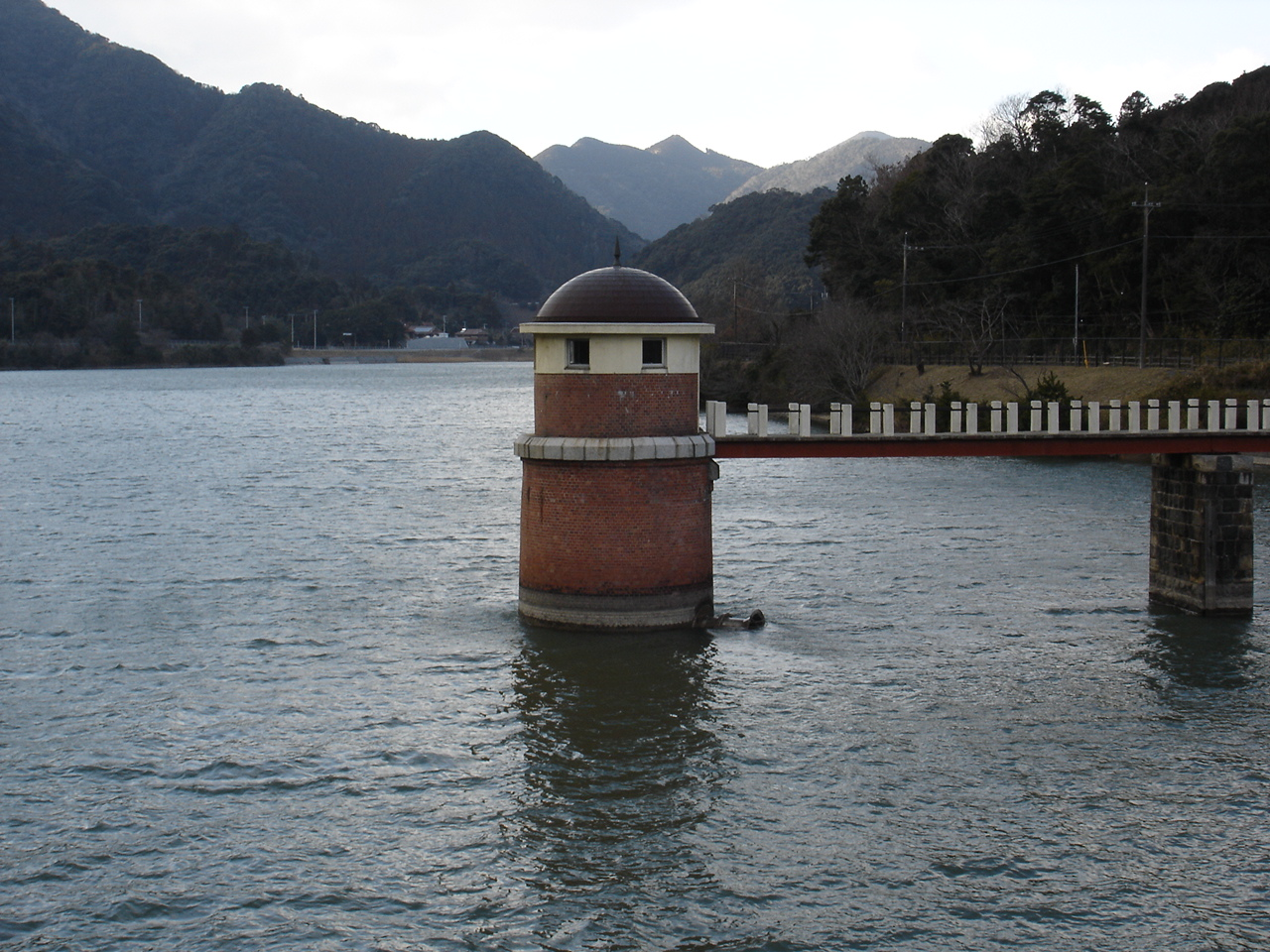
内日第1貯水池・取水塔

- 内日ダム（水源池） - 明治期に整備。日本における近代的水道設備の遺構。レンガ造りの取水塔（登録有形文化財）が残る。
- 内日神社 - もとは9世紀創建の八幡宮